# Atsumori (vở kịch)
Atsumori (敦盛 Atsumori) là một vở kịch Nō được viết bởi Zeami Motokiyo, tập trung khắc Họa Taira no Atsumori, một samurai trẻ, người bị giết trong Chiến tranh Genpei, và người đã giết anh ta, Kumagai Naozane. Cái chết của Atsumori được miêu tả một cách bi thảm trong Heike monogatari (Truyện kể Heike), cuốn sách này cũng là nguồn gốc để viết nên vở kịch này và nhiều vở kịch khác.

## Bối cảnh
Atsumori, kHỏang 16 tuổi vào thời điểm diễn ra trận Ichi-no-Tani (1184), bị giết bởi Kumagai Naozane, một chỉ huy của nhà Minamoto. Trong Heike monogatari và nhiều tác phẩm dựa trên truyện này, sự kiện này được tập trung mô tả như một chương đặc biệt bi thảm. Atsumori, cũng như nhiều huynh đệ trong nhà Taira, được mô tả như một cận thần và nhà thơ, không thực sự được chuẩn bị cho trận chiến. Anh được cho là đã mang một cây sáo vào trận chiến, như bằng chứng của tính cách điềm tĩnh và nhã nhặn, cũng như tuổi trẻ và sự ngây thơ của anh. Kumagai cũng chú thích rằng chẳng có ai trong số những chiến binh của nhà Genji (Minamoto) được huấn luyện để họ bước vào trận chiến với cây sáo đồng hành. Bản phân tích của Royall Tyler, nằm trước bản dịch của ông cho vở kịch, tập trung vào sự tương phản giữa Atsumori, vị cận thần trẻ tuổi, yêu Hòa bình, cũng là người chơi sáo, và Kumagai, một chiến binh dạn dày kinh nghiệm.

## Các tình tiết
Vở kịch diễn ra vào kHỏang thời gian vài năm sau khi kết thúc chiến tranh Genpei. Đây là một ví dụ của thể loại mơ hoặc mugen trong Nō, mặc dù có đôi chút khác biệt trong việc hồn ma thường không có liên hệ gì với người thấy chúng. Hồn ma Atsumori, giả trang thành một người cắt cỏ, là vai shite, và Kumagai, đã trở thành một nhà sư và cải tên thành Renshō (hoặc Rensei), được đóng bởi Diễn viên vai waki.
Vở kịch bắt đầu với việc Renshō đến Ichi-no-Tani, còn được biết đến với cái tên Suma, một địa danh được nhắc đến một cách nổi bật trong số lượng lớn các văn bản cổ điển, và do đó mang nhiều tầng ý nghĩa trong các vở kịch Nō;địa dành này được đề cập đến trong suốt vở kịch với các sự kiện khác diễn ra ở đó, đặc biệt là với các sự kiện trong Genji monogatari và Ise monogatari. Nhà sư tìm cách cầu khẩn sự tha thứ từ Atsumori, và giúp linh hồn anh ta được an nghỉ. Ở nơi đó, ông gặp một người chơi sáo trẻ tuổi và những người đồng hành của anh ta;anh ta nói ngắn gọn với họ về thổi sáo và về Atsumori trước khi người trẻ tuổi tiết lộ rằng anh ta có một liên kết với Atsumori, và hồi đầu tiên kết thúc.
Giữa hai hồi, có một lớp kịch ngắn kyōgen, một truyền thống tương đối phổ biến trong kịch Nō. Một Diễn viên trong kyōgen, đóng vai một người dân làng vô danh, nói với Renshō và liên hệ tới khán giả bối cảnh của câu chuyện của Atsumori, Kumagai và trận Ichi-no-tani.
Hồi hai bắt đầu sau kết thúc của các sự việc ở hồi một, với việc Renshō tụng kinh cho Atsumori, người lúc đó bắt đầu xuất hiện. Diễn viên đóng vai người trẻ tuổi ở hồi đầu bây giờ đã thay trang phục và đóng Atsumori;đây là một cách xử lý tình huống vô cùng phổ biến trong các vở kịch Nō tiêu chuẩn nhất, và điều này ngụ ý rằng người trẻ tuổi trước đó chính là hồn ma của Atsumori trong lớp nguỵ trang. Atsumori (cùng với những nhà sư đồng thanh tụng kinh cho anh ta) kể lại câu chuyện bi thảm của mình từ góc nhìn của anh, diễn tả lại chúng qua việc nhảy múa. Vở kịch sau đó kết thúc với việc Renshō từ chối diễn tả lại vai trò của mình trong cái chết của Atsumori;con ma bày tỏ rằng Renshō không phải kẻ thủ của anh ta, và thỉnh cầu nhà sư tụng kinh niệm chú giúp anh ta siêu thoát. (Mệt mỏi khi đến cõi chết bởi nỗi u buồn nặng nề vì cái chết của bản thân, hồn ma của Atsumori không thể an nghỉ mà cứ tiếp tục lưu lại trần thế.)

## Những câu thoại nổi tiếng
思へばこの世は常の住み家にあらず
Sự thật rằng thế giới này không gì tồn tại mãi mãi.
草葉に置く白露、水に宿る月よりなほあやし
Nó ngắn ngủi hơn những giọt sương trên lá cỏ, hay mặt trăng phản chiếu trên nước.
金谷に花を詠じ、榮花は先立つて無常の風に誘はるる
Sau lúc ngâm thơ vịnh hoa ở Kanaya, mọi vinh quang giờ đây cuốn trôi theo cơn gió vô thường.
南楼の月を弄ぶ輩も　月に先立つて有為の雲にかくれり
Những anh em nhàn nhã thưởng trăng ở toà tháp phía nam, giờ ẩn mình trong đám mây của Saṅkhāra.
人間五十年、化天のうちを比ぶれば、夢幻の如くなり
Năm mươi năm đời người, nếu so sánh với Geten, cũng chỉ như một giấc mộng.
一度生を享け、滅せぬもののあるべきか
Một khi họ nhận lấy cuộc sống từ thánh thần, chẳng có thứ gì là không diệt vong.
これを菩提の種と思ひ定めざらんは、口惜しかりき次第ぞ
Trừ khi chúng ta để ý đến hạt giống của sự tỉnh thức này, đây thực là một sự thật đau đớn.
Đây là một câu thoại rất nổi tiếng thường được Oda Nobunaga hát theo. Geten(化天, Gerakuten化楽天, hoặc Nirmaannarati) là một thế giới tưởng tượng của lòng tham và sự ham muốn trong Phật giáo.
Theo các thánh thư, một ngày trong Geten bằng một năm trong thế giới con người, và một cư dân của Geten sống đến 8000 năm.